# حلقه‌های اسرارآمیز نامیبیا

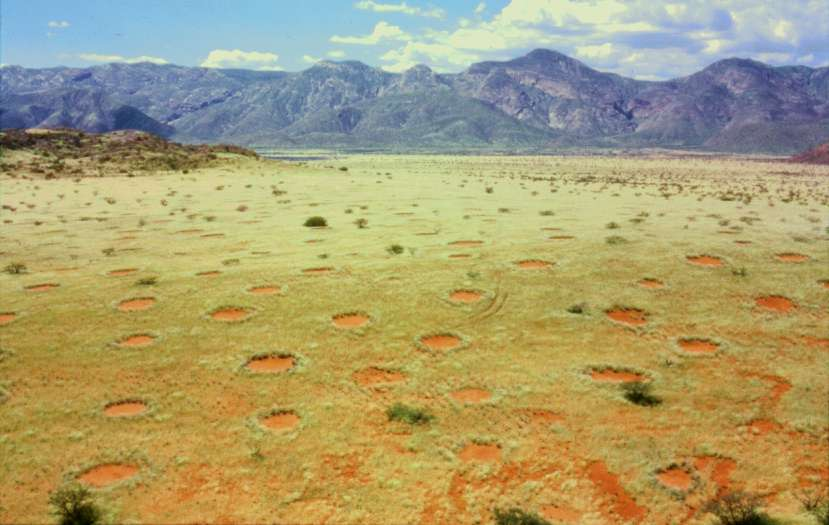
حلقه‌های نامیبیا، نمایی از آسمان

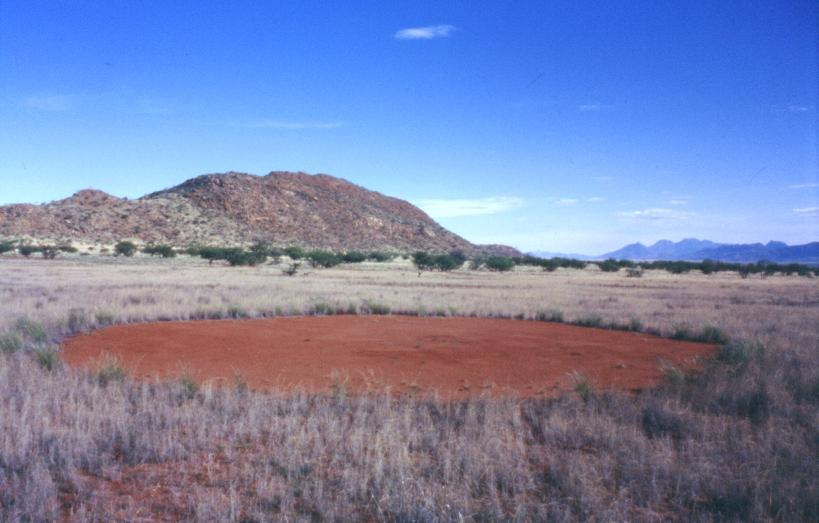
یکی از حلقه‌های اسرار آمیز نامیبیا

حلقه‌های اسرار آمیز (به انگلیسی: Fairy circle) یا حلقه‌های نامیبیا به الگوهای دایره‌ای شکل فاقد پوشش گیاهی گفته می‌شود که در نواحی پوشیده از گیاه مناطق غربی جنوب آفریقا دیده می‌شوند. این حلقه‌های اسرار آمیز که علت پیدایش آنها علی‌رغم ۲۵ سال تحقیق همچنان نامشخص مانده‌است دارای قطری بین ۲ تا ۱۵ متر می‌باشند. تعداد این حلقه‌ها در نامیبیا زیاد است اما در آنگولا و آفریقای جنوبی هم دیده شده‌اند. این عوارض ناشناخته عبارت هستند از نقاط دایره‌ای شکل فاقد هرگونه پوشش گیاهی که با مناطق پوشیده از گیاه احاطه شده‌اند. طبق تحقیقاتی که توسط محققان آفریقای جنوبی انجام شده‌است، این دایره‌ها پیوسته در حال رشد هستند و قطر آنها از ۲ متر به ۱۲ متر رسیده و در نهایت با هجوم گیاهان به نقاط فاقد گیاه از بین می‌روند.

## فرضیه‌ها
با توجه به اینکه هنوز علت اصلی بروز این عوارض مشخص نیست، فرضیه‌های مختلفی توسط دانشمندان برای توضیح علت وجود آنها ارائه شده‌است از جمله این که گونه‌ای از موریانه‌ها خالق این دوایر مرموز هستند. هر چند در تحقیقاتی که اخیراً انجام شده‌است، مدرکی دال بر اینکه موریانه‌ها سبب بروز این پدیده شده‌اند پیدا نشده‌است. نظریه دیگر علت بروز این پدیده را وجود نوعی سم می‌داند که از طریق گیاهان سمی وارد خاک شده و مانع رشد گیاه در این نواحی می‌شود، که البته مدرکی برای اثبات درستی این فرضیه هم ارائه نشده‌است.